# Sheridan Lake (Colorado)
Sheridan Lake è un centro abitato (town) degli Stati Uniti d'America, situato nella contea di Kiowa dello Stato del Colorado. Nel censimento del 2000 la popolazione era di 66 abitanti.

## Geografia fisica
Secondo i rilevamenti dell'United States Census Bureau, Sheridan Lake si estende su una superficie di 0,8 km².